# Manduca da Praia
Manoel Joaquim do Nascimento, vulgo Manduca da Praia, é, talvez, o capoeira mais famoso da história do Rio de Janeiro, quase uma lenda.
Manduca nasceu por volta das décadas de 1810 e 1820, na freguesia de Santana, no Rio de Janeiro. Seus pais se chamavam Manoel do Nascimento e Joaquina Maria da Conceição.
Em 1851, o capoeira já vendia peixes na Praça do Mercado. Anos depois, em abril de 1866, Manduca da Praia alugou a banca nº 29 da praça, onde continuou vendendo peixes.
Em janeiro de 1852, o capoeira foi preso durante uma confusão na praça de touros da rua do Lavradio.
A luta mais famosa de Manduca foi contra um português conhecido como Santana, que esteve no Rio de março de 1847 a maio de 1849. Após o confronto, os dois se tornaram amigos.
Em dezembro de 1861, Manduca e capoeiras nagôs teriam sido derrotados por praças do Exército liderados por um jovem Floriano Peixoto.
Na década seguinte, no dia 10 de julho de 1872, Manduca registrou um testamento, deixando seu filho adotivo, Daniel Stain, como seu herdeiro. Cinco anos depois, solteiro e sem filhos biológicos, o capoeira morreu de pneumonia, precisamente, no dia 11 de setembro de 1877.